# Genii Capital
Genii Capital (conocida como Genii y estilizada como GƎИII) es una empresa de inversión con sede en Luxemburgo, expropietaria de los equipos Renault y Lotus.

## Historia
El 16 de diciembre de 2009, se anunció que la empresa compraría el 75% por ciento de las acciones del equipo Renault, en la F1. Gerard Lopez es el miembro del consejo clave en la empresa. Un año más tarde, el 8 de diciembre de 2010, Renault y Genii Capital llegan a un acuerdo para adquirir el 25% del equipo que le quedaba en propiedad a la marca francesa, por lo que la marca Renault desaparece de nuevo como constructor del mundial de Fórmula 1 y pasa a ser solo suministrador de motores. Y llegando a un acuerdo con Proton (propietaria de Lotus Cars) para el patrocinio, el equipo es renombrado como Lotus Renault y compite en la temporada 2011 con los colores negro y oro.
La escudería también era la patrocinadora principal de la escudería checa Charouz Racing System cuando competía en campeonatos como la Fórmula Renault 3.5.